# Iron Man (film)
Pour les articles homonymes, voir Iron Man.
Série l'univers cinématographique Marvel
L'Incroyable Hulk
(2008)
Série Iron Man
Iron Man 2
(2010)
Pour plus de détails, voir Fiche technique et Distribution.
Iron Man est un film américano-canadien réalisé par Jon Favreau, sorti en 2008.

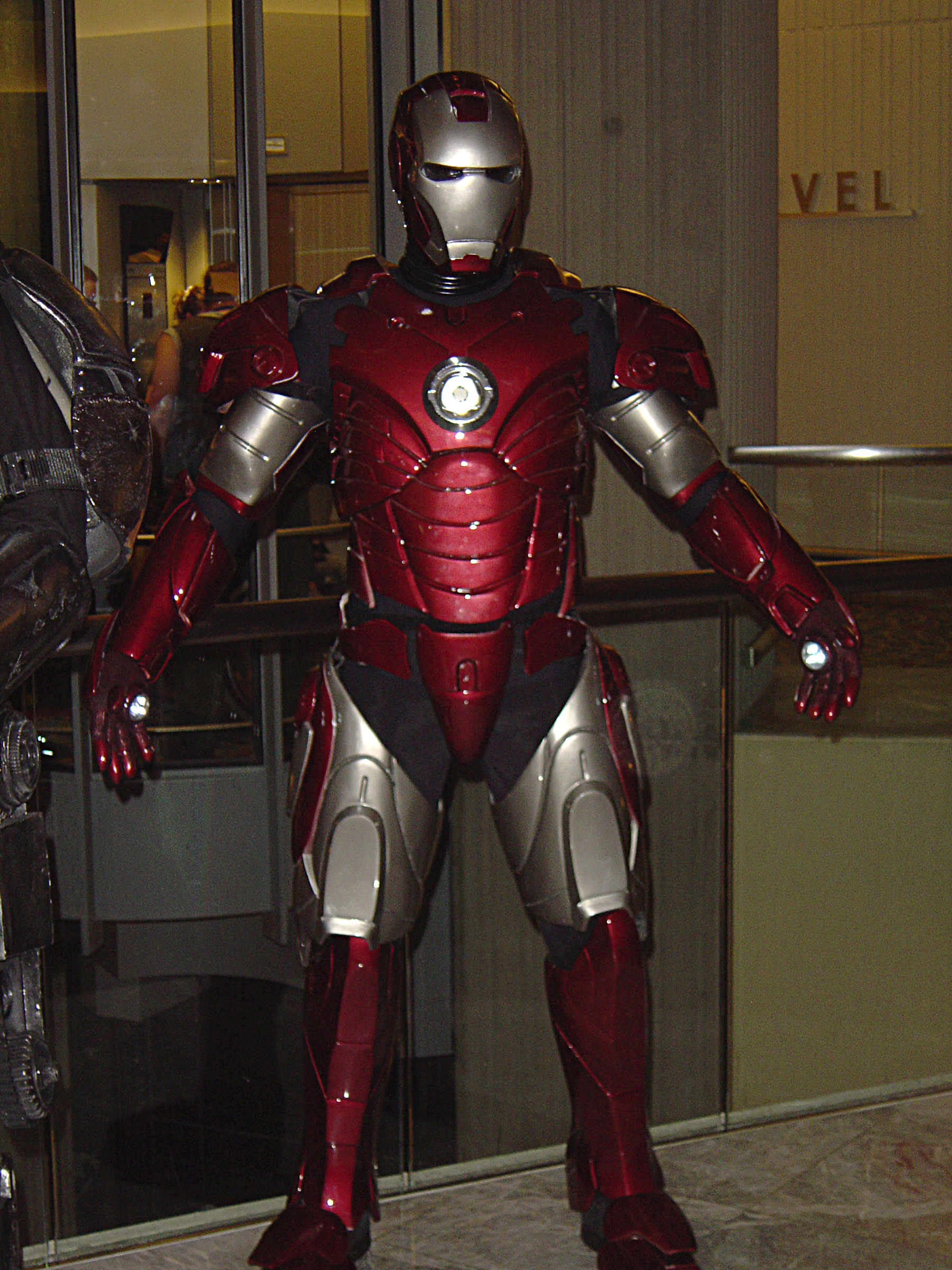
Armure d'Iron Man, exposée au Comic Con 2008..

Il raconte les origines et les débuts du personnage éponyme issu du comics publié par Marvel. Il s'agit de la première production de l'univers cinématographique Marvel, et du premier film de la phase une.
Ce film marque aussi le retour au succès de Robert Downey Jr., qui connaît grâce à ce rôle une énorme popularité. Le film récolte 585 millions de dollars pour un budget de 140 millions et sera suivi en 2010 d'Iron Man 2.
En 2022, le film est sélectionné par la National Film Registry de la Bibliothèque du Congrès pour y être conservé, comme étant « culturellement, historiquement ou esthétiquement important ».

## Synopsis
Tony Stark, un génie, playboy, philanthrope, milliardaire qui est en déplacement en Afghanistan afin de présenter sa dernière création, le missile Jéricho, est enlevé par des terroristes de l'organisation «Les Dix Anneaux». Gravement blessé lors de l'attaque, il survit grâce à l'aide d'un scientifique, le Dr Ho Yinsen, qui lui greffe à la poitrine un électro-aimant alimenté par une batterie de voiture afin d’empêcher des éclats d’obus d’atteindre son cœur.
Ne cédant pas aux menaces des terroristes qui veulent lui faire reproduire son missile, il fabrique, à la place et en secret, un réacteur ARK miniaturisé pour remplacer la batterie de voiture, et une armure primaire. Grâce à cette dernière et au sacrifice de Yinsen, Stark s’échappe en détruisant la réserve d'arme des terroristes, mais son armure se désintègre après son décollage, il se retrouve en fuite dans le désert où il est secouru par les Forces armées des États-Unis dont fait partie son ami, le lieutenant-colonel James Rhodes.
Profondément marqué par cette captivité de trois mois, Stark décide de stopper la production d’armes de Stark Industries, ce qui provoque la panique des actionnaires et la colère de son mentor, Obadiah Stane, qui était l’ami et le successeur de son père Howard. Stark se lance durant deux mois dans le développement d’une nouvelle armure bien plus évoluée avec notamment un nouveau réacteur afin de mettre un terme aux agissements des Dix Anneaux. Dans le village de Gulmira en Afghanistan, il parvient avec son armure à détruire une grande partie des équipements des terroristes mais découvre que ces armes sont des produits de Stark Industries dont les tout nouveaux missiles Jéricho. Au retour il est pris en chasse par deux F-22 de l'US Air Force. Il en détruit un par accident mais sauve son pilote.
De retour en Californie, inquiet et se méfiant de Stane, Stark charge son assistante Pepper Potts d’espionner ce dernier et finit par découvrir qu’il est de mèche avec les Dix Anneaux. Pendant ce temps, Stane élimine le chef des Dix Anneaux et récupère les restes de la première armure pour la moderniser. Incapable de reproduire le nouveau réacteur de Stark, il va lui tendre un piège pour le lui voler.
Une équipe du SHIELD menée par l’agent Phil Coulson arrive trop tard pour intercepter Stane qui parvient à revêtir et mettre en route son armure « Iron Monger ». Stark réussit grâce à Rhodes à se rééquiper de son premier réacteur ARK et part arrêter Stane en armure. Les deux hommes s’affrontent mais le réacteur ARK n’est pas assez puissant face à celui de Stane. Alors que ce dernier est sur le point d’achever Stark, Pepper Potts fait exploser le réacteur ARK de l’usine. La décharge d’énergie épargne Stark mais met hors-service l’armure de Stane, le tuant sur le coup.
Le lendemain, au cours d’une conférence de presse destinée à faire passer les événements de la veille pour un accident, Stark avoue aux journalistes être « Iron Man » (nom donné par la presse au mystérieux homme en armure) au lieu de se tenir à la version que le SHIELD lui proposait de donner.
Scène post-générique
Tony Stark rentre chez lui et aperçoit un homme. Ce dernier lui dit : « « Je suis Iron Man »... Vous vous prenez pour le seul super-héros du monde ? Monsieur Stark, vous faites maintenant partie d'un plus grand univers, même si vous ne le savez pas encore ». L'homme se présente en étant Nick Fury, directeur du SHIELD, venu pour lui parler « des Vengeurs et du projet Initiative ».
En septembre 2019, Kevin Feige révèle une version alternative de la scène post-générique présente dans le coffret 'Infinity Saga'. Dans cette version alternative, Nick Fury fait une référence aux X-Men et à Spider-Man,.

## Fiche technique
- Titre original et français : Iron Man
- Réalisation : Jon Favreau
- Scénario : Matt Holloway, Arthur Marcum, Mark Fergus et Hawk Ostby, d'après le comics Iron Man créé par Stan Lee, d'après les personnages créés par Stan Lee, Don Heck, Larry Lieber et Jack Kirby
- Musique : Ramin Djawadi
- Direction artistique : Liz Carney, David F. Klassen, Richard F. Mays et Suzan Wexler
- Décors : J. Michael Riva
- Costumes : Rebecca Bentjen et Laura Jean Shannon
- Photographie : Matthew Libatique
- Son : Christopher Boyes, Lora Hirschberg, Frank E. Eulner (en)
- Montage : Dan Lebental
- Production : Avi Arad et Kevin Feige
  - Production déléguée : Peter Billingsley, Jon Favreau, Stan Lee, Ari Arad, Louis D'Esposito (es), Ross Fanger, David Maisel et Michael A. Helfant
  - Production associée : Eric Heffron et Jeremy Latcham
  - Coproduction : Victoria Alonso (en)
- Sociétés de production[4] :
  - États-Unis : Marvel Studios et Legion Entertainment, en association avec Fairview Entertainment, présenté par Paramount Pictures et Marvel Entertainment
  - Canada : Dark Blades Films
- Société de distribution : Paramount Pictures (États-Unis et Canada) ; SND Films (France) ; Universal Pictures International (Belgique et Suisse romande)
- Budget : 140 millions de $[5],[6]
- Pays de production :  États-Unis,  Canada
- Langues originales : anglais, persan, urdu, arabe, kurde, hindi, hongrois
- Format[7] : couleur (DeLuxe) - 35 mm / D-Cinema - 2,39:1 (Cinémascope) (Panavision) - son SDDS | Dolby Digital | DTS | Dolby Atmos
- Genre : action, aventures, science-fiction, super-héros
- Durée : 125 minutes
- Dates de sortie[8] :
  - États-Unis, Canada : 2 mai 2008[9]
  - France, Belgique, Suisse romande : 30 avril 2008[10],[11]
- Classification[12] :
  - États-Unis : accord parental recommandé, film déconseillé aux moins de 13 ans (PG-13 - Parents Strongly Cautioned)[Note 1]
  - Canada (Alberta / Colombie-Britannique / Ontario) : certaines scènes peuvent heurter les enfants - accord parental souhaitable (PG - Parental Guidance)
  - Canada (Manitoba) : les enfants de moins de 14 ans doivent être accompagnés d'un adulte (14A - 14 Accompaniment)
  - Québec : tous publics - déconseillé aux jeunes enfants (G - General Rating)[9]
  - France : tous publics (conseillé à partir de 8 ans)[13],[14]
  - Belgique : tous publics (Alle Leeftijden)[10]
  - Suisse romande : interdit aux moins de 12 ans[15]

## Distribution

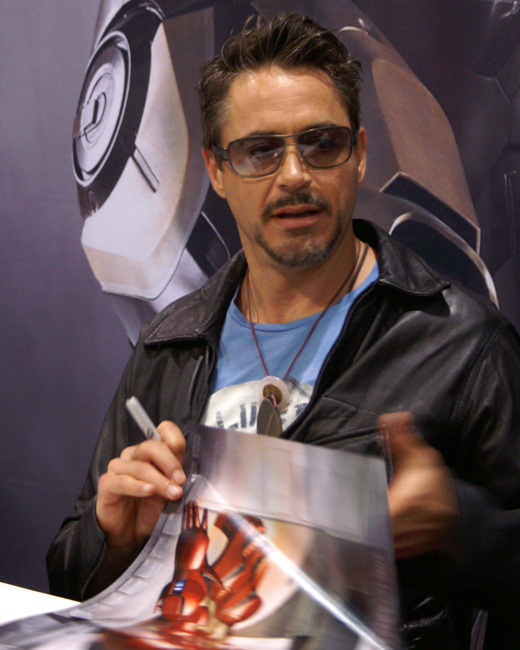
Robert Downey Jr. en dédicace au Comic-Con 2007.

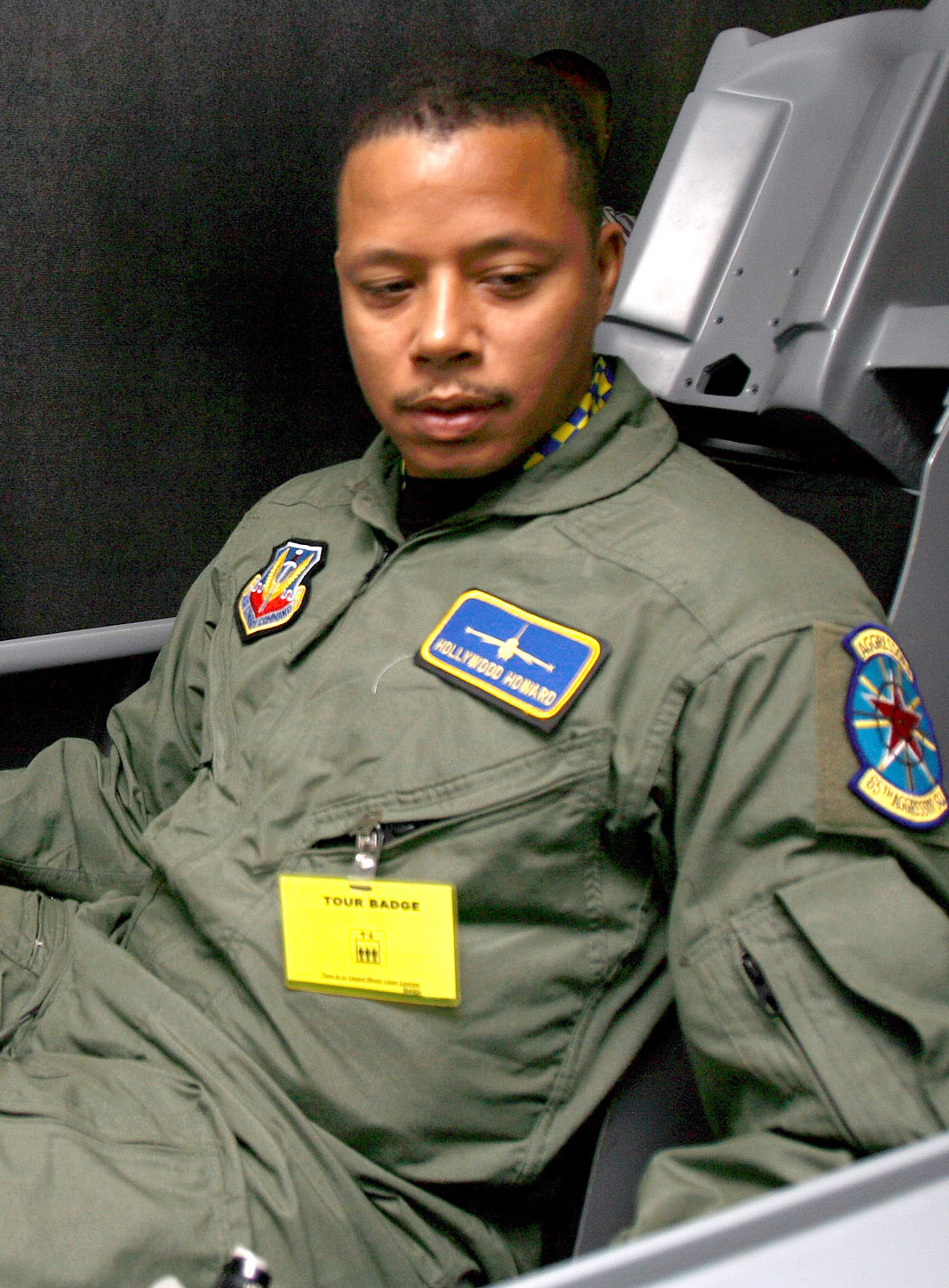
Terrence Howard jouant le rôle de James Rhodes.

- Robert Downey Jr. (VF : Bernard Gabay) : Anthony « Tony » Stark / Iron Man, inventeur de génie, playboy, PDG de Stark Industries et fabricant d'armes pour l'armée américaine
- Gwyneth Paltrow (VF : Barbara Kelsch) : Virginia « Pepper » Potts, secrétaire de direction de Stark
- Terrence Howard (VF : Lucien Jean-Baptiste) : le lieutenant-colonel James « Rhodey » Rhodes, ami de Stark et agent de liaison entre Stark Industries et l'armée de l'air américaine
- Jeff Bridges (VF : Patrick Floersheim) : Obadiah Stane / Iron Monger, commandant en second de Stark Industries et mentor de Stark
- Shaun Toub (VF : Sylvain Caruso) : Dr Ho Yinsen, afghan compagnon de captivité de Stark
- Leslie Bibb (VF : Laura Préjean) : Christine Everhart, reporter pour Vanity Fair
- Clark Gregg (VF : Jean-Pol Brissart) : Phil Coulson, agent du SHIELD
- Faran Tahir (VF : Omar Yami) : Raza Hamidmi Al-Wazar, commandant d'une cellule terroriste des « Dix Anneaux »
- Sayed Badreya : Abu Bakaar, officier des « Dix Anneaux »
- Paul Bettany (VF : Philippe Faure) : JARVIS (voix), système d'IA personnel de Stark
- Jon Favreau (VF : Yann Guillemot) : Harold « Happy » Hogan (en), garde du corps et chauffeur de Stark
- Bill Smitrovich (VF : Julien Thomast) : le major-général William Gabriel, officier supérieur de l'US Air Force déployée en Afghanistan
- Peter Billingsley (VF : Pascal Casanova) : William Ginter Riva, ancien scientifique de Stark Industries, secrètement mandaté par Obadiah Stane pour construire son armure
- Tim Guinee (VF : Patrick Borg) : le major Julius Allen, officier de l'US Air Force sur la base aérienne d'Edwards
- Gerard Sanders : Howard Stark, père de Tony et fondateur de Stark Industries avec Obadiah Stane
- Thomas Craig Plumer : le colonel Craig, officier de l'US Air Force sur la base aérienne d'Edwards[réf. nécessaire].
- Stan Lee : « Hugh Hefner » (caméo)
- Jim Cramer : lui-même
- Tom Morello : un membre des « Dix Anneaux »[réf. nécessaire]
- Samuel L. Jackson (VF : Paul Borne) : Nick Fury, directeur du SHIELD (caméo, scène post-générique)

## Production
En avril 1990, Universal Studios a acheté les droits de développement d'Iron Man pour le grand écran, avec Stuart Gordon dans l'optique de réaliser un film à petit budget. En février 1996, la 20th Century Fox a acquis les droits d'Universal. En janvier 1997, Nicolas Cage a exprimé son intérêt à incarner le personnage principal, tandis qu'en septembre 1998, Tom Cruise a exprimé son intérêt à produire et à jouer dans un film "Iron Man". Jeff Vintar (en) et le co-créateur d'Iron Man, Stan Lee, ont co-écrit une histoire pour la Fox, que Vintar a adaptée en scénario. Il incluait une nouvelle origine de science-fiction pour le personnage et présentait MODOK en tant que méchant. Tom Rothman, président de la production chez Fox, a attribué au scénario le mérite de lui avoir finalement fait comprendre le personnage. En mai 1999, Jeffrey Caine a été embauché pour réécrire le scénario de Vintar et Lee. En octobre, Quentin Tarantino a été approché pour écrire et réaliser le film. Ce dernier quittera le projet pour divergence créative et ce sera Joss Whedon qui le remplacera. Mais le film devenant trop coûteux, il finit par être abandonné. Fox a alors vendu les droits à New Line Cinema en décembre suivant, estimant que même si le scénario de Vintar/Lee était solide, le studio avait trop de super-héros Marvel en développement, et "nous ne pouvons pas tous les faire".
En juillet 2000, le film était écrit pour New Line par Ted Elliott, Terry Rossio et Tim McCanlies. Le scénario de McCanlies a utilisé l'idée d'un caméo de Nick Fury pour monter son propre film. En juin 2001, New Line est entrée en pourparlers avec Joss Whedon, un fan du personnage, pour le réaliser, et en décembre 2002, McCanlies avait rendu un scénario terminé. New Line a adopté une approche "unique" pour écrire le scénario du film, engageant David Hayter, David S. Goyer et Mark Protosevich pour "s'asseoir dans une pièce et simplement parler devant la caméra d'Iron Man pour quelques jours". Après cela, Hayter a été embauché en 2004 pour écrire un scénario. Il a retravaillé des scripts qui avaient été écrits par Jeff Vintar, Alfred Gough et Miles Millar, qui avaient inclus le méchant le Mandarin et Pepper Potts comme un intérêt amoureux. Hayter a supprimé le mandarin et a plutôt choisi d'opposer Iron Man à son père Howard Stark, qui devient War Machine. Hayter a dit "vous voulez essayer de refléter votre héros avec votre méchant autant que possible" pour son raisonnement derrière faire de Howard le méchant. Il a également fait de Bethany Cabe l'intérêt amoureux du film à la place de Potts. En décembre 2004, le studio a confié la réalisation à Nick Cassavetes avec projet d'une sortie ciblée en 2006. Cependant, cet accord a finalement échoué et les droits cinématographiques d'Iron Man sont revenus à Marvel Entertainment.
Marvel Studios annonce qu'un film sur Iron Man est bel et bien prévu et qu'il sera le premier financé par Marvel en empruntant la somme de 525 millions de dollars à la banque d’investissement Merrill Lynch. Il est par ailleurs le premier à s'inscrire dans l'univers cinématographique Marvel qui dévoile ensuite les autres super-héros à travers leurs propres films tout en faisant le lien entre eux.
En novembre 2005, Marvel Studios a travaillé pour démarrer le développement à partir de zéro, et a annoncé Iron Man comme leur premier long métrage indépendant, car il était leur seul personnage majeur non déjà représenté en prise de vue réelle et le fait qu'il s'agissait d'une production originale Marvel. Lorsque le film eut un scénario, même les demandes de réécriture se sont heurtées à de nombreux refus. Les premiers scénarios du film faisaient également directement référence à Spider-Man 2  (2004) de Sony Pictures en identifiant Stark comme le créateur des bras bioniques d'Otto Octavius. Afin de sensibiliser le grand public à Iron Man et l'élever au même niveau de popularité que Spider-Man ou Hulk, Marvel a dirigé des groupes de discussion, essayant de trouver un moyen de supprimer la perception générale selon laquelle le personnage est un robot. Les informations que Marvel a reçues des groupes de discussion ont été utilisées pour formuler un plan de sensibilisation, qui comprenait la sortie de trois courts métrages d'animation avant la sortie du film. Les courts métrages s'appelaient "Iron Man Advertorials" (comprenant Spider-Man et Hulk) et ont été produits par Tim Miller et Blur Studio.
Quelques mois plus tard, Jon Favreau est annoncé à la réalisation du film en avril 2006, célébrant l'obtention du poste en suivant un régime, perdant 32 kg. Favreau avait voulu travailler avec le producteur Marvel Avi Arad sur un autre film après qu'ils eurent tous les deux travaillé sur Daredevil. Le réalisateur a trouvé l'opportunité de créer un "film d'espionnage ultime" politiquement ambitieux dans Iron Man, en s'inspirant de Tom Clancy, James Bond et RoboCop, et a comparé son approche à un film indépendant. Favreau voulait faire de Iron Man l'histoire d'un homme adulte se réinventant littéralement lui-même après avoir découvert que le monde est beaucoup plus complexe qu'il ne le croyait à l'origine. Art Marcum et Matt Holloway ont été embauchés pour écrire le scénario, tandis que Mark Fergus et Hawk Ostby ont écrit une autre version, avec Favreau compilant les scripts des deux équipes, puis John August "polissant" la version combinée. Le personnel de la bande dessinée Mark Millar, Brian Michael Bendis, Joe Quesada, Tom Brevoort, Axel Alonso et Ralph Macchio ont également été sollicités par Favreau pour donner des conseils sur le scénario. En juillet 2006, Matthew Libatique a été nommé directeur de la photographie.
- (en) Cet article est partiellement ou en totalité issu de l’article de Wikipédia en anglais intitulé « Iron Man (2008 film) » (voir la liste des auteurs).

### Attribution des rôles
Pour le rôle de Tony Stark alias Iron Man, le réalisateur s'est tourné en premier lieu vers Tom Cruise qui montra son intérêt pour le projet en 2006. Mais il refusera à la suite du démarrage tardif du tournage d'après ses dires. Jon Favreau pensera alors à Nicolas Cage avant d'engager définitivement Robert Downey Jr..
Rachel McAdams a refusé le personnage de Pepper Potts avant que Gwyneth Paltrow ne le prenne.

### Tournage
Le tournage du film débute en mars 2007 en Californie :

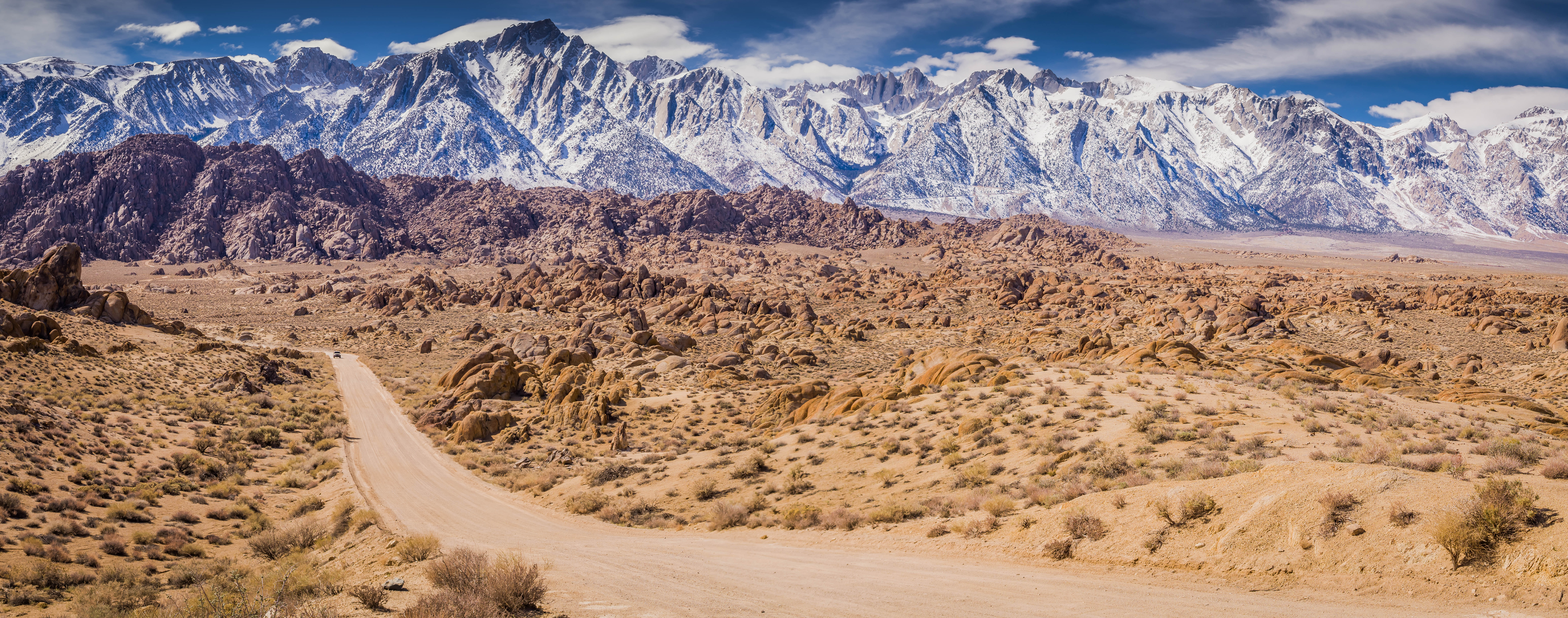
Alabama Hills en Californie.

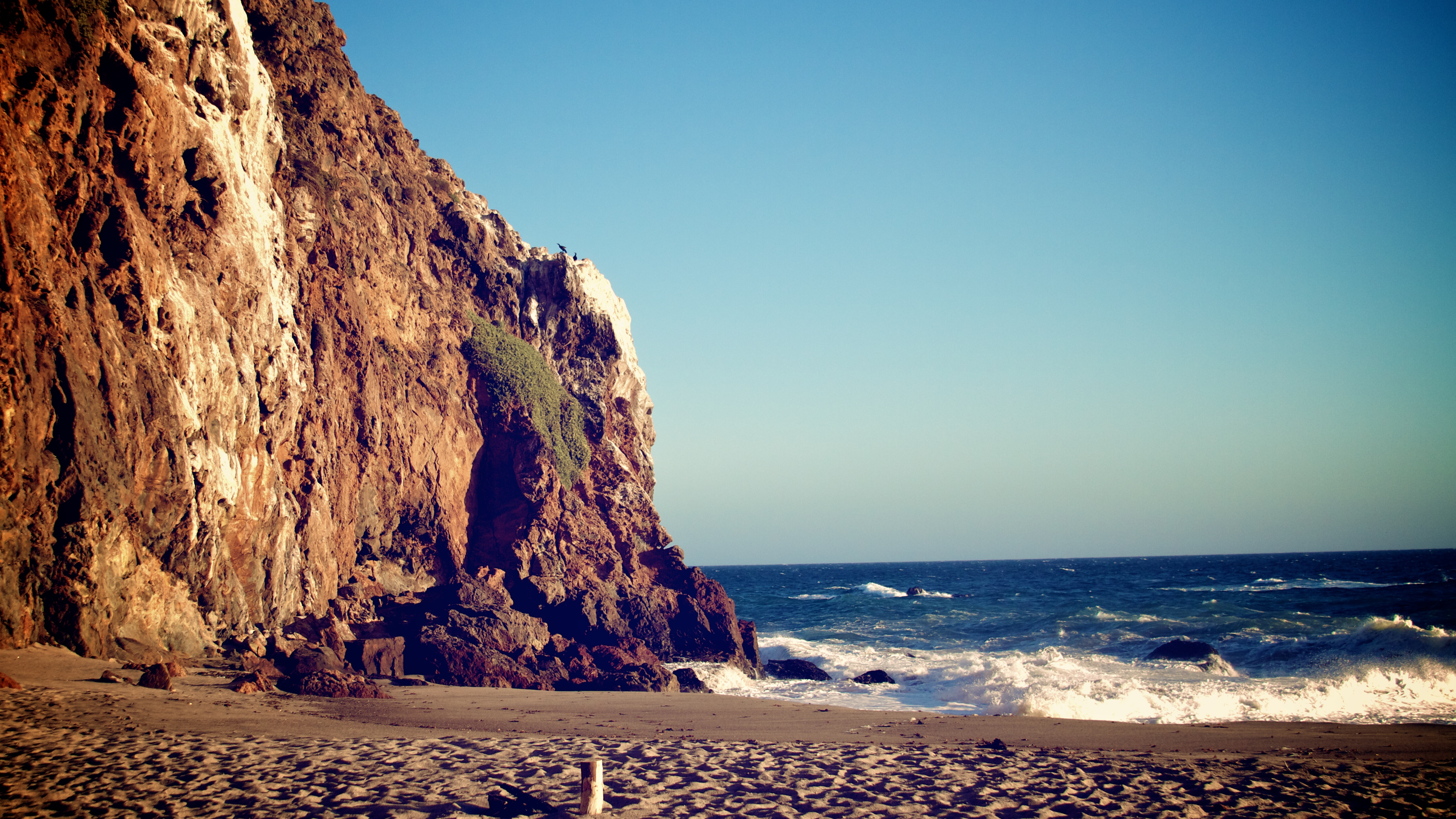
Point Dume State Beach

- Alabama Hills, Lone Pine (décor Désert Afghan et lieu de démonstration du missile Jericho)
- Point Dume, Malibu (résidence de Tony Stark)
- Discovery Drive, Irvine (décor Stark Industries)
- Edwards Air Force Base (décor Stark Industries Aviation Division)
- Hughes Aircraft Studio

## Musique
Bandes originales Iron Man
Iron Man 2
(2010)
Bandes originales de l'Univers cinématographique Marvel
L'Incroyable Hulk
(2008)
La bande originale est composé par l'allemand Ramin Djawadi. Le film contient également les Iron Man de Black Sabbath et Back in Black d'AC/DC.
| 1.          | Driving With The Top Down                              | 3:10 |
| 2.          | Iron Man (2008 version) (John O'Brien and Rick Boston) | 1:05 |
| 3.          | Merchant of Death                                      | 2:00 |
| 4.          | Trinkets to Kill a Prince                              | 3:08 |
| 5.          | Mark I                                                 | 3:54 |
| 6.          | Fireman                                                | 2:09 |
| 7.          | Vacation's Over                                        | 3:35 |
| 8.          | Golden Egg                                             | 4:13 |
| 9.          | Damn Kid (DJ Boborobo)                                 | 1:13 |
| 10.         | Mark II                                                | 2:49 |
| 11.         | Extra Dry, Extra Olives                                | 1:44 |
| 12.         | Iron Man                                               | 3:33 |
| 13.         | Gulmira                                                | 4:06 |
| 14.         | Are Those Bullet Holes ?                               | 2:00 |
| 15.         | Section 16                                             | 2:34 |
| 16.         | Iron Monger                                            | 4:45 |
| 17.         | Arc Reactor                                            | 3:56 |
| 18.         | Institutionalized (Suicidal Tendencies)                | 3:49 |
| 19.         | Iron Man                                               | 0:21 |
| 54 min 14 s |                                                        |      |

Autres chansons non incluses sur l'album
1. Black Sabbath - Iron Man — 5:57 (Générique de fin)
2. AC/DC - Back in Black — 4:15 (Scène d'ouverture, entendue dans le convoi escortant Stark en Afghanistan)
3. Ghostface Killah - Slept On Tony With Dirt — 2:31 (jouée durant la scène en avion Stark et Rhodes)
4. Filter - Hey Man, Nice Shot — 5:25 (instrumentale utilisée dans un teaser)
5. Audioslave - Cochise — 3:55 (utilisée dans la seconde bande-annonce)
6. Curve - Hell Above Water — 4:12 (utilisée dans la seconde bande-annonce)
7. Celldweller - Birthright — 5:14 (utilisée dans les spots télévisés)
8. X-Ray Dog - Rankle — 0:38 (utilisée dans les spots télévisés)
9. Suicidal Tendencies - Institutionalized — 3:51 (entendue dans la scène où Tony travaille sur sa voiture)
10. Ramin Djawadi - Concerto In Do Maggiore Per Pianoforte Ed Orchestra Larghetto - 5:54 (joué au piano par Obadiah Stane)
11. Terry Devine-King - Groovetronic - 3:40
12. Chucho Merchan - Kool Katz - 4:46

## Accueil

### Accueil critique
Le film a reçu un très bon accueil critique, recueillant 94 % de critiques positives, avec une note moyenne de 7,7/10, sur la base de 281 avis collectés, sur le site agrégateur de critiques Rotten Tomatoes. Le consensus critique du site Web se lit comme suit : « Alimenté par le charme vibrant de Robert Downey Jr., Iron Man dynamise le genre des super-héros avec une intelligence habile et un sens du plaisir contagieux. »
Sur Metacritic, il obtient un score de 79/100 sur la base de 38 critiques collectées, indiquant des "avis généralement favorables".
Le public interrogé par CinemaScore a attribué au film une note moyenne de « A » sur une échelle de A+ à F.
En France, le film obtient une note moyenne de 3,4⁄5 sur le site Allociné, qui recense 24 titres de presse.
Parmi les principales revues spécialisées, Todd McCarthy de Variety a qualifié le film de « extravagance d'effets spéciaux extrêmement divertissante » avec « une énergie nouvelle et un style stylistique raffiné », tandis que Kirk Honeycutt de The Hollywood Reporter a fait l'éloge du film, tout en trouvant néanmoins « une déception [dans] une bataille climatique [sic] entre différents prototypes d'Iron Man... Comment l'ennemi juré de Tony a-t-il appris à utiliser la combinaison ? vérité émotionnelle... un casting parfait et un rendu super-scientifique plausible" qui l'ont rendu "fidèle au matériel source tout en le mettant à jour - et reconnaître ce qui a rendu ce matériel si durable n'est pas seulement le cool high-tech d'un homme dans une combinaison métallique, mais la condition humaine qui l'a amené là.". Roger Ebert du Chicago Sun-Times a attribué au film trois étoiles sur quatre, saluant la performance de Downey Jr. et déclarant : « En fin de compte, c'est Robert Downey Jr. qui propulse le décollage qui sépare ce film de la plupart des autres films de super-héros"
. A. O. Scott du New York Times a qualifié le film de « film de super-héros exceptionnellement bon ou du moins – puisqu'il a certainement ses problèmes – un film de super-héros qui est bon de manière inhabituelle. ». Parmi la presse spécialisée, Garth Franklin de Dark Horizons (en) a salué « les décors et les mécanismes impressionnants qui se combinent en douceur avec un CG relativement fluide » et a déclaré : « Robert Downey Jr., ainsi que le réalisateur Jon Favreau… aident à dépasser la formule. Le résultat est quelque chose qui, bien que peu original ou révolutionnaire, est néanmoins rafraîchissant dans son sérieux pour éviter les styles dramatiques sombres en faveur d'un film d'action facile à vivre et qui plaira à tout le monde avec une pincée de thèmes anti-guerre et de rédemption. "
.
Parmi les principaux hebdomadaires américains, David Edelstein du magazine New York a qualifié le film de « une belle pièce de création de mythes… Favreau n'aime pas les images stylisées de bande dessinée, du moins dans la première moitié. Il devient réel avec cela – "Je penserais que vous regardiez un thriller militaire", tandis qu'à l'inverse, David Denby du New Yorker a donné une critique négative, affirmant "une sensation légèrement déprimée et en mouvement dans toute la série... Gwyneth Paltrow, écarquillant les yeux et palpitant, ne peut pas faire grand-chose avec le rôle antique de Pepper qui l'aime mais ne peut pas le dire ; Terrence Howard, qui joue un militaire qui court après Stark, à l'air découragé". Todd Gilchrist d'IGN a reconnu Downey comme "la meilleure chose" dans un film qui "fonctionne sur pilote automatique, fournissant les développements de l'histoire et les détails des personnages requis pour remplir cette" histoire d'origine "par défaut pendant que les acteurs réussissent à donner vie à leurs rôles par ailleurs conventionnels".

### Box-office
Iron Man a gagné 318,4 millions de dollars aux États-Unis et au Canada et 266,8 millions de dollars dans d'autres pays, pour un montant mondial de 585 millions de dollars.
Lors de son week-end d'ouverture, Iron Man a rapporté 98,6 millions de dollars dans 4 105 cinémas aux États-Unis et au Canada, se classant premier au box-office, ce qui en fait le onzième week-end d'ouverture le plus important à l'époque, et la neuvième sortie en termes de taille. en termes de salles, et le troisième week-end d'ouverture le plus rentable de 2008 derrière Indiana Jones et le Royaume du Crâne de Cristal et The Dark Knight : Le Chevalier noir. Il a rapporté 35,2 millions de dollars le premier jour, ce qui en fait le treizième jour d'ouverture le plus important à l'époque. Iron Man a eu la deuxième meilleure première pour une non-suite, derrière Spider-Man, et la quatrième plus grande ouverture pour un film de super-héros. Iron Man a également été le film numéro un aux États-Unis et au Canada lors de son deuxième week-end, avec un montant de 51,2 millions de dollars, ce qui lui a valu le douzième meilleur deuxième week-end et le cinquième pour une non-suite. Le 19 juin 2008, Iron Man est devenu le premier film de cette année-là à dépasser la barre des 300 millions de dollars au box-office national,,,,,,,,,.
| Pays ou région        | Box-office                       | Date d'arrêt du box-office | Nombre de semaines |
| --------------------- | -------------------------------- | -------------------------- | ------------------ |
| États-Unis            | 318 412 101 $                    | 27 septembre 2008          | 22                 |
| France                | 2 040 037 entrées (19 197 690 $) | ...                        | ...                |
| Total hors États-Unis | 266 762 121 $                    | ...                        | ...                |
| Total mondial         | 585 366 247 $                    | ...                        | ...                |

## Distinctions
Entre 2008 et 2022, le film Iron Man a été sélectionné 95 fois dans diverses catégories et a remporté 22 récompenses,.

### Récompenses
MTV Movie Awards 2008, Summer movie so far (meilleur film de l'été)

Scream Awards 2008 :
- Best Science Fiction Movie (meilleur film de science-fiction)
- Best Science Fiction Actor (meilleur acteur de science-fiction) : Robert Downey Jr.

Taurus World Stunt Awards 2009 :
- Hardest Hit (Le coup le plus dur) : pour la scène "Tout en testant la combinaison Iron Man, le cascadeur décolle dans des bottes à réaction et fait un saut à 28 pieds de haut jusqu'au plafond. Il est alors détaché et tombe au sol"[49].
- Best Fire Stunt (meilleure cascade de feu) : Mike Justus, Damien Moreno, Timothy P. Trella (Iron Man attaque des soldats avec un lance-flammes. Leurs armes explosent et les soldats prennent feu)[49].

35e cérémonie des Saturn Awards 2009 :
- Best Science Fiction film (meilleur film de science-fiction)
- Best Actor (meilleur acteur) : Robert Downey Jr.
- Best Director (meilleur réalisateur) : Jon Favreau

### Nominations
| Année | Récompense                      | Catégorie                                                                        | Nomination                                                                                | Résultat   | Référence |
| ----- | ------------------------------- | -------------------------------------------------------------------------------- | ----------------------------------------------------------------------------------------- | ---------- | --------- |
| 2008  | MTV Movie Awards                | Best Summer Movie So Far                                                         | Iron Man                                                                                  | Lauréat    |           |
| 2008  | Teen Choice Awards 2008         | Teen Choice Award for Choice Movie – Action                                      | Iron Man                                                                                  | Nomination |           |
| 2008  | Teen Choice Awards 2008         | Choice Movie Actor: Action                                                       | Robert Downey Jr.                                                                         | Nomination |           |
| 2008  | Teen Choice Awards 2008         | Choice Movie Actress: Action                                                     | Gwyneth Paltrow                                                                           | Nomination |           |
| 2008  | Teen Choice Awards 2008         | Choice Movie: Villain                                                            | Jeff Bridges                                                                              | Nomination |           |
| 2008  | Scream Awards                   | The Ultimate Scream                                                              | Iron Man                                                                                  | Nomination |           |
| 2008  | Scream Awards                   | Best Science Fiction Movie                                                       | Iron Man                                                                                  | Lauréat    |           |
| 2008  | Scream Awards                   | Best Science Fiction Actor                                                       | Robert Downey Jr.                                                                         | Lauréat    |           |
| 2008  | Scream Awards                   | Best Science Fiction Actress                                                     | Gwyneth Paltrow                                                                           | Nomination |           |
| 2008  | Scream Awards                   | Best Supporting Actor                                                            | Terrence Howard                                                                           | Nomination |           |
| 2008  | Scream Awards                   | Best Superhero                                                                   | Robert Downey Jr.                                                                         | Nomination |           |
| 2008  | Scream Awards                   | Best Villain                                                                     | Jeff Bridges                                                                              | Nomination |           |
| 2008  | Scream Awards                   | Best Director                                                                    | Jon Favreau                                                                               | Nomination |           |
| 2008  | Scream Awards                   | Best Comic Book Movie                                                            | Iron Man                                                                                  | Nomination |           |
| 2008  | Scream Awards                   | Best Scream-Play                                                                 | Mark Fergus & Hawk Ostby, Art Marcum & Matt Holloway                                      | Nomination |           |
| 2008  | Scream Awards                   | Best F/X                                                                         | Iron Man                                                                                  | Nomination |           |
| 2008  | Scream Awards                   | Best Line                                                                        | "I am Iron Man"                                                                           | Nomination |           |
| 2008  | Scream Awards                   | The Holy Sh!t Scene of the Year                                                  | Iron Man's First Flight                                                                   | Nomination |           |
| 2008  | Scream Awards                   | The Holy Sh!t Scene of the Year                                                  | Escape from Ten Rings hideout                                                             | Nomination |           |
| 2008  | Satellite Awards                | Best Editing                                                                     | Dan Lebental                                                                              | Lauréat    |           |
| 2008  | Satellite Awards                | Best Sound                                                                       | Christopher Boyes                                                                         | Nomination |           |
| 2008  | Satellite Awards                | Best Visual Effects                                                              | John Nelson, Shane Mahan, Ben Snow, Daniel Sudick                                         | Nomination |           |
| 2008  | Satellite Awards                | Best DVD Extras                                                                  | Iron Man: Two-Disc Collector's Edition                                                    | Lauréat    |           |
| 2008  | Satellite Awards                | Outstanding Overall Blu-ray                                                      | Iron Man                                                                                  | Nomination |           |
| 2009  | People's Choice Awards          | Favorite Movie                                                                   | Iron Man                                                                                  | Nomination |           |
| 2009  | People's Choice Awards          | Favorite Male Action Star                                                        | Robert Downey Jr.                                                                         | Nomination |           |
| 2009  | People's Choice Awards          | Favorite Male Movie Star                                                         | Robert Downey Jr.                                                                         | Nomination |           |
| 2009  | People's Choice Awards          | Favorite Superhero                                                               | Robert Downey Jr. as Iron Man                                                             | Nomination |           |
| 2009  | Screen Actors Guild Awards      | Outstanding Performance by a Stunt Ensemble                                      |                                                                                           | Nomination |           |
| 2009  | USC Scripter Award (en)         | USC Libraries 21st Annual Scripter Award                                         | Mark Fergus & Hawk Ostby, Art Marcum & Matt Holloway                                      | Nomination |           |
| 2009  | British Academy Film Awards     | Best Special Visual Effects                                                      | Shane Mahan, John Nelson et Ben Snow                                                      | Nomination |           |
| 2009  | Grammy Awards                   | Best Score Soundtrack Album for Motion Picture, Television or Other Visual Media | Ramin Djawadi                                                                             | Nomination |           |
| 2009  | Visual Effects Society Awards   | Outstanding Visual Effects in a Visual Effects-Driven Feature Motion Picture     | Ben Snow, Hal Hickel, Victoria Alonso et John Nelson                                      | Nomination |           |
| 2009  | Visual Effects Society Awards   | Best Single Visual Effect of the Year                                            | Ben Snow, Wayne Billheimer, Victoria Alonso et John Nelson                                | Nomination |           |
| 2009  | Visual Effects Society Awards   | Outstanding Animated Character in a Live Action Motion Picture                   | Hal Hickel, Bruce Holcomb, James Tooley, and John Walker                                  | Nomination |           |
| 2009  | Visual Effects Society Awards   | Outstanding Models and Miniatures in a Feature Motion Picture                    | Aaron McBride, Russell Paul, Gerald Gutschmidt, and Kenji Yamaguchi for "Suit Up Machine" | Nomination |           |
| 2009  | Visual Effects Society Awards   | Outstanding Compositing in a Feature Motion Picture                              | Jonathan Rothbart, Dav Rauch, Kyle McCulloch, and Kent Seki for "HUD Compositing"         | Nomination |           |
| 2009  | Academy Awards                  | Best Sound Editing                                                               | Frank Eulner and Christopher Boyes                                                        | Nomination |           |
| 2009  | Academy Awards                  | Best Visual Effects                                                              | John Nelson, Ben Snow, Dan Sudick, and Shane Mahan                                        | Nomination |           |
| 2009  | Nickelodeon Kids' Choice Awards | Favorite Movie                                                                   | Iron Man                                                                                  | Nomination |           |
| 2009  | Empire Awards                   | Best Film                                                                        | Iron Man                                                                                  | Nomination |           |
| 2009  | Empire Awards                   | Best Actor                                                                       | Robert Downey Jr.                                                                         | Nomination |           |
| 2009  | Empire Awards                   | Best Sci-Fi/Fantasy/Superhero                                                    | Iron Man                                                                                  | Nomination |           |
| 2009  | Taurus World Stunt Awards       | Hardest Hit                                                                      | Iron Man                                                                                  | Lauréat    |           |
| 2009  | Taurus World Stunt Awards       | Best Stunt Coordinator and/or 2nd Unit Director                                  | Thomas R. Harper, Phil Neilson, and Keith Woulard                                         | Nomination |           |
| 2009  | Taurus World Stunt Awards       | Best Fire Stunt                                                                  | Mike Justus, Damien Moreno, and Timothy P. Trella                                         | Lauréat    |           |
| 2009  | MTV Movie Awards                | Best Movie                                                                       | Iron Man                                                                                  | Nomination |           |
| 2009  | MTV Movie Awards                | Best Male Performance                                                            | Robert Downey Jr.                                                                         | Nomination |           |
| 2009  | Saturn Awards                   | Best Science Fiction Film                                                        | Iron Man                                                                                  | Lauréat    |           |
| 2009  | Saturn Awards                   | Best Actor                                                                       | Robert Downey Jr.                                                                         | Lauréat    |           |
| 2009  | Saturn Awards                   | Best Actress                                                                     | Gwyneth Paltrow                                                                           | Nomination |           |
| 2009  | Saturn Awards                   | Best Supporting Actor                                                            | Jeff Bridges                                                                              | Nomination |           |
| 2009  | Saturn Awards                   | Best Director                                                                    | Jon Favreau                                                                               | Lauréat    |           |
| 2009  | Saturn Awards                   | Best Screenplay                                                                  | Mark Fergus & Hawk Ostby, Art Marcum & Matt Holloway                                      | Nomination |           |
| 2009  | Saturn Awards                   | Best Score                                                                       | Ramin Djawadi                                                                             | Nomination |           |
| 2009  | Saturn Awards                   | Best Visual Effects                                                              | Iron Man                                                                                  | Nomination |           |
| 2009  | Hugo Awards                     | Best Dramatic Presentation – Long Form                                           | Iron Man                                                                                  | Nomination |           |

### Autre
- Inscription au National Film Registry en 2022

## Autour du film
- À différents moments, une réorchestration  du générique de la série animée Iron Man de 1966 peut être entendue (dans le casino au début du film, et avec la sonnerie du téléphone de Rhodes après l'attaque de l'US Air Force contre Iron Man).
- Durant l'une des scènes introductrices, Tony se fait kidnapper pour servir d'otage par des terroristes au Pakistan. Après que ces derniers lui ont retiré le sac qu'il avait sur la tête, les ravisseurs parlant la langue officielle du pays (l'urdu) spoilent l'intrigue. En effet, lorsqu'ils s'adressent à la caméra (en urdu) les extrémistes - demandant probablement une rançon en échange de la vie de Stark - révèlent en réalité l'entièreté de l'intrigue du film (en évoquant entre autres leur relation avec Stane)[50],[51],[52].
- En apportant des modifications à l'armure après avoir failli s'écraser au sol, le rendu que Jarvis propose à Tony est une armure entièrement dorée, ce que Tony trouve trop ostentatoire. Il se trouve que dans le comics, l'armure que Tony portait lors de la création des Avengers (la troisième qu'il a créée) était elle aussi entièrement dorée.
- Pendant la scène où Tony se fait enlever son armure pour la première fois, on peut voir sur son bureau le bouclier à demi achevé de Captain America (le même que dans le film Iron Man 2).
- Au milieu du film, lorsque Iron Man affronte deux avions de chasse, ceux-ci ont pour noms de code Whiplash 1 et 2. C'est une référence au personnage Blacklash (qui s'est d'abord appelé Whiplash, qui est le principal ennemi du héros dans Iron Man 2.
- Lors de la scène du premier vol de Tony chez lui, à un moment donné, il demande à Jarvis, l'ordinateur intégré dans son armure, quel record d'altitude détient le Blackbird SR-71. Il s'agit de l'avion qu'utilisent les X-Men dans les films[53].

## Éditions en vidéo
Le film est sorti en DVD et Blu-ray le 5 novembre 2008 chez M6 Vidéo.

## Suites
Le film a eu deux suites, s'inscrivant aussi dans l'univers cinématographique Marvel :
- Iron Man 2, la 3e étape, de la phase 1.
- Iron Man 3, la 7e étape, de la phase 2.